# Xylocopa lucida
Xylocopa lucida är en biart som beskrevs av Smith 1874. Xylocopa lucida ingår i släktet snickarbin, och familjen långtungebin. Inga underarter finns listade i Catalogue of Life.